# Von-Wedelstaedt-Park

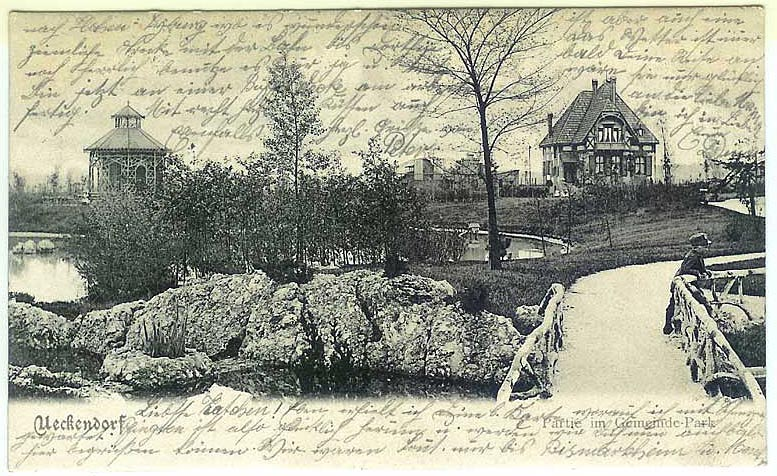
Postkarte mit einer Ansicht des Parks und Gärtnerhäuschens 1905

Der Von-Wedelstaedt-Park ist eine Grünanlage in Gelsenkirchen-Ückendorf, benannt nach seinem Begründer Carl von Wedelstaedt.

## Geschichte
1898 hatte der letzte Amtmann des damals noch selbständigen Dorfes Ückendorf 20 Morgen Land für einen Gemeindepark kaufen lassen. Das Geld stammte aus einem Volksgartenfond, den der Landkreis Gelsenkirchen gegründet hatte. In den Jahren 1899/1900 ließ Von Wedelstaedt durch Ludwig Simon, dem späteren Stadtgarteninspektor von Gelsenkirchen, den Park errichten, welcher den „Charakter eines Wäldchens mit schattigen Wegen, einzelnen Lichtungen und schönen Ausblicken“ hatte. Ausgeführt wurden die aus einem Wettbewerb hervorgegangenen Entwürfe vom Stadtgärtner Adolf Jensen aus Oberhausen und Gartenarchitekt Reinhold Hoemann aus Düsseldorf.
Kurz nach 1900 errichtete man noch ein Gärtnerhaus im Stil eines Schweizer Fachwerkhauses, dazu mehrere Tiergehege. Letztere sind heute nicht mehr erhalten.
1903 ging Ückendorf in der neuen Großstadt Gelsenkirchen auf, dabei wurde der Park auf fünf Hektar erweitert.
Der heute etwa neun Hektar große Waldpark im Süden von Gelsenkirchen (daher oft auch Südpark genannt) verfügt über einen künstlichen Teich mit Fontäne, ein geschwungenes Wegenetz, Rasenflächen und einen Kinderspielplatz.
An das Gelände grenzt südwestlich der Skulpturenwald der Halde Rheinelbe. Nördlich befindet sich die Gesamtschule Ückendorf.
Südöstlich des Hauptparkzuganges liegt der "Lindenstein", im Volksmund auch "Lindelstein" genannte Granitfindling.

„Sagenumwobener "Lindenstein" - Dieser Findling lag in alter Zeit im Schatten einer Linde auf dem Dorfplatz in Ückendorf, etwa dort, wo sich heute der Ückendorfer Platz befindet. er kennzeichnete die Stelle, an der sich die Bauern versammelten, wo bis ins 18. Jahrhundert hinein Gericht gehalten und von Bauernrichtern Recht gesprochen wurde.“

Laut einer Sage soll ein Riese vom Tippelsberg aus den Stein geworfen haben.